# Norops medemi
Norops medemi är en ödleart som beskrevs av  Ayala och WILLIAMS 1988. Norops medemi ingår i släktet Norops och familjen Polychrotidae. Inga underarter finns listade i Catalogue of Life.